# Konstantin von Twardowski
Konstantin von Twardowski (* 1760 in Gollmitz; † 6. Oktober 1830 auf Beynuhnen, Kreis Darkehmen) war ein preußischer Generalmajor und Inspekteur der immobilen Linien- und Landwehr-Kavallerie-Eskadronen während der Befreiungskriege.

## Leben

### Herkunft
Die Familie Twardowski war eine polnische, protestantische Adelsfamilie, die traditionell gute Kontakte zum preußischen Hof hatte. Seine Eltern waren Andreas Alexander von Twardowski (1720–1806) und dessen Ehefrau Petronella Hedwig, geborene von Kassinowska († 1775), verwitwete von Zychlinska. Sein Vater war Erbherr auf Owietzki, Strychowo, Myslecin und Nowawies, königlich polnischer Oberst sowie preußischer Kammerherr unter Friedrich II. und Landrichter in Gnesen.

### Militärkarriere
Twardowski kam im Jahr 1774 als Junker in das Dragonerregiment „von Meyer“ der Preußischen Armee. Am 7. März 1776 wurde er dort Fähnrich und am 5. September 1777 Sekondeleutnant. Als solcher nahm er am Bayrischen Erbfolgekrieg teil. Am 21. Mai 1788 wurde Twardowski Premierleutnant und Regimentsadjutant, am 7. September 1793 dann Stabskapitän sowie am 10. September 1800 Major. Dazu wurde er am 2. Januar 1802 Eskadronchef. Während des Vierten Koalitionskrieges kämpfte er bei der Verteidigung von Danzig und dem Gefecht bei Marienwerder.
Am 14. September 1807 erhielt Twardowski die Mitteilung, das er und sein Bruder trotz der Niederlage Preußens weiter bei der Armee bleiben könnten. So wurde er am 8. November 1807 zum Kommandeur des Dragoner-Regiments Nr. 6 ernannt. Am 22. Januar 1808 wurde er zum Mitglied der Untersuchungskommission des letzten Krieges ernannt und nachträglich für Danzig am 16. Mai 1808 mit dem Orden Pour le Mérite ausgezeichnet. Am 7. September 1808 folgte seine Ernennung zum Kommandeur des Ostpreußischen Kürassier-Regiments. In dieser Stellung wurde Twardowski am 20. Mai 1809 mit Patent vom 5. Juni 1809 zum Oberstleutnant befördert. Ab dem 4. Dezember 1809 war er kein Mitglied in der Untersuchungskommission mehr, kam aber am 19. Januar 1810 als Direktor an die Militärschule nach Königsberg. Am 8. Februar 1810 wurde er mit Patent vom 18. Februar 1812 zum Oberst befördert.
Als für den Feldzug von 1812 mobil gemacht wurde, erhielt Twardowski am 14. April 1812 das Kommando über das zurückgebliebene 1. Ostpreußische Grenadier-Bataillon, das Ostpreußische Kürassier-Regiment und das Westpreußische Ulanen-Regiment. Ab dem 3. Dezember 1812 übernahm er auch die Brigadegeschäfte in Breslau, bis der zurückgerufene Oberst von Roeder diese übernehmen konnte. Während der Befreiungskriege kämpfte Twardowski in der Schlacht bei Großgörschen, wofür er am 19. Mai 1813 das Eiserne Kreuz II. Klasse erhielt. Am 4. Juli 1813 vom Dienst an der Front entbunden, erhielt Twardowski den Charakter als Generalmajor und wurde Inspekteur der immobilien Linien- und Landwehr-Kavallerie-Eskadronen. Am 3. Oktober 1815 erhielt er seinen Abschied mit einer Pension von 1000 Talern. Er starb am 6. Oktober 1830 auf Beynuhnen (Kreis Darkehmen) und wurde in Krempen beigesetzt.

### Familie
Twardowski heiratete am 18. April 1800 in Königsberg Henriette von Hirschfeld (1778–1860). Das Paar hatte mehrere Kinder:
- Friedrich Heinrich Konstantin (1801–1876), preußischer Generalleutnant ⚭ Auguste Friederike von Studnitz (1817–1854)
- Konstanze Amalie Friederike (1804–1833) ⚭ 1832 Konstanz Eduard Adolf von Saucken (1802–1880)[4]
- Friedrike Amalie Konstantine (* 1804)
- Luise Karoline Franziska (* 1808)